# Duguetia chrysocarpa
Duguetia chrysocarpa är en kirimojaväxtart som beskrevs av Paulus Johannes Maria Maas. Duguetia chrysocarpa ingår i släktet Duguetia och familjen kirimojaväxter. Inga underarter finns listade i Catalogue of Life.